# Ширин (посёлок)
Ширин (узб. Shirin / Ширин) — посёлок городского типа, расположенный на территории Вабкентского района Бухарской области Республики Узбекистан.
Статус посёлка городского типа с 2009 года.